# Colonial Country Club (Texas)
De Colonial Country Club is een countryclub in de Verenigde Staten en werd opgericht in 1936. De club bevindt zich in Fort Worth, Texas en heeft een 18 holesbaan met een par van 70. De baan werd ontworpen door de golfbaanarchitecten John Bredemus en Perry Maxwell.

## Geschiedenis
In 1927, op 27-jarige leeftijd, was Marvin Leonard een fan van de golfsport en studeerde de aspecten van de golfsport. Hij wou weten hoe de golfbanen werden gebouwd en hoe de holes, greens en de fairways ontworpen werd. Al snel besloot hij om golfbaanarchitecten John Bredemus en Perry Maxwell aan te werven om een golfbaan aan te leggen. In 1935 werden de werken van de clubhuis en de golfbaan volledig afgerond. Leonard vernoemde de club tot de Colonial Golf Club. In januari 1936 opende de club haar deuren en meer dan 100 inwoners van de Fort Worth werden lid van de club.
In eind de jaren 1930 begon Leonard te lobbyen met de United States Golf Association om met het US Open, het meest prestigieuze golftoernooi, te organiseren en moest daarvoor 25.000 Amerikaanse dollar betalen aan de USGA. In 1941 ontving de club met het US Open haar eerste grote golftoernooi en die werd gewonnen door Craig Wood.
In 1942 besloot Leonard om zijn eigendom te privatiseren en maakte er een countryclub van. Daarvoor moest hij $ 300.000 investeren in zijn club. Op 31 december 1942 werd de Colonial Golf Club vernoemd tot de Colonial Country Club.
In 1946 besloot de club om een eigen toernooi op te richten, de Colonial National Invitation (nu de Crowne Plaza Invitational at Colonial). Sinds de oprichting wordt de golfbaan telkens gebruikt voor het golftoernooi, dat ook sinds de oprichting deel uitmaakt van de Amerikaanse PGA Tour.

## Golftoernooien
Voor het toernooi is de lengte van de baan voor de heren 6587 m met een par van 70. De course rating is 75,1 en de slope rating is 138.
- US Open: 1941
- Colonial Invitational: 1946-heden
- Tournament Players Championship: 1975
- US Women's Open: 1991

## Trivia
- In 1975 ging de Colonial Invitational niet door omdat de club het Tournament Players Championship ontving.